# Бушидо
Бушидо (на японски: 武士道 – път на война)(ぶしどう = бушидō) е неписан кодекс на поведение на самураите в обществото, представляващ сбор от правила и норми за „идеалния“ воин. Бушидо, интерпретирано първоначално като „път на коня и лъка“, впоследствие започнало да означава „път на самурая, воина“ („буши“ – воин, самурай; „до“ – път, учение, способ, средство). Освен това, „до“ се превежда още и като „дълг“, „морал“, което има аналог в класическата философска традиция на Китай, където понятието „път“ е етична норма. По този начин бушидо представлява моралът на самураите, техния морално-етичен кодекс. Този кодекс се основава на идеите за благородството, уважението и вярното служене. Докато тези идеи са представени в книгата "Бушидо - душата на Япония" и са използвани за пропагандни цели през Втората световна война, то за японците от онова време кодексът се е изразявал само в безстрашие пред лицето на смъртта. 
Бушидо се е развил между 12 и 13 век и е описан в произведението на Цунетомо „Хагакуре“ от началото на 18 век.

## Норми на поведение
При опозоряване от загуба на битка, но съхранил живота си, японският воин възвръщал честта си чрез харакири (от японски език 腹切, букв. „разрязване на корема“) – ритуал, при който той се промушва с меча си през точката „хара“, която се намира на 2 пръста под пъпа, и раздвижва меча, за да проникне въздух в прореза. Както през времето бушидо те учи да се биеш с демоните.
Понякога в ритуала присъства и втори човек – „кайшакунин“, който обезглавява боеца, за да прекрати иначе невероятно мъчителния ритуал. Да бъде някой кайшакунин е огромна чест. „Кайшакунин“ може да бъде всеки, но в повечето случаи бива изпращан от Шогуната специален човек за тази дейност. Изпращани са били кайшакунини, за да накажат провинил се „даймьо“ (владетел на даден район). На „даймьо“ служат и брой „самураи“ (този, който служи). Когато бъде убит техният господар, то и неговите самураи също трябва да го последват в „мейдо“ (отвъдното).
Благодарение на Бушидо духът на японците създава самобитна култура, която няма аналог в света, и я съхранява цели пет века, за да достигне тя непроменена до наши дни. Бушидо спомага за появата на много лидери както мъже, така и жени.
Бушидо – това е „Пътят на самурая“. Пътят – морал, на който човек подчинява себе си и го предава на околните, е в широкия смисъл на „любов към обществото“. Що се отнася до религията, в Япония съжителстват в хармония и шинтоистки, и будистки богове, а Бушидо е онази точка, в която високият дух постига тази хармония. Би могло да се каже, че Пътят на самурая съществува и оформя духа на съвременния японец. Бушидо е морал, етика, а корените му са в конфуцианството – учението на древнокитайския философ Конфуций.
Петте елемента 火 Огън, 水 Вода, 木 Дърво, 金 Метал и 土 Земя изграждат основните критерии на обществото. Те са, образно казано, коренът и стъблото на Пътя на самурая. Джин означава морал, тоест любов; Ги е дълг и отговорност; Рей – етикет; Чи – мъдрост; просветеност, а Шин – доверие. Липсата дори само на един от тези елементи прави човека непълноценна личност. Като член на обществото, освен че трябва да усвои минимум тези пет практики на моралния кодекс, самураят задължително действа като лидер.
Мечът, който самураят носи – катана, е изключително остър. Може да среже както тънък лист хартия, така и твърда кост. Защото стоманата не просто се наточва, а се изковава след стотици удари на чука върху метала от двете страни на меча; в помещението с наковалнята е вселено божество и това го прави свещено място, а майсторът пречиства тялото си, облича бяла дреха и кове нажежения до червено метал. И при всеки удар на чука върху метала отправя молитва към божеството. Така изкован и наточен с цялото душевно усърдие на майстора, японският меч заблестява и се превръща в произведение на изкуството. И в наши дни катаните се правят от изкусни майстори и не са смъртоносно оръжие, а произведения на изкуството.
Наричат самурая буши – воин. Япония използва китайски писмени знаци – йероглифи, като всеки йероглиф има самостоятелно значение. Йероглифът 武 „бу“, първият в състава на думата 武士 „буши“, съдържа два елемента. Единият означава алебарда, оръжие, а другият – спирам, прекратявам. Тоест йероглифът е комбинация от две значения – „създавам мир“ и „прекратявам битката“. Следователно занятието на буши е – воина е да брани мира и с тази цел той калява тялото си, овладява до съвършенство бойните техники и отдава всичко на своя господар.

## Сравнение с рицарството
Често сравняват Бушидо с Рицарството в Европа, но венец на поведението на самурая е да поеме отговорност с цената на своя живот. Например през 1910 г. на малка подводница възниква авария и тя потъва, но нейният капитан Сакума до самата си смърт обсъжда с командирите причините за инцидента, споделя загрижеността си за семействата на екипажа, пише предсмъртно писмо, в което се моли за бъдещото развитие и усъвършенстване на японските подводници и без да изпуска до последния си дъх молива, посреща хладнокръвно смъртта. Освен това, всеки един от четиринайсетчленния екипаж, без да се поддава на паника остава на поста си и издъхва на повереното му място в подводницата. По същото време в друга държава се случва аналогичен инцидент с подводница, но всеки – командният състав, и моряците – гледа да спаси себе си, всички се скупчват пред аварийния изход и там, нападали един върху друг, умират. Сакума – капитанът на японската подводница, пише предсмъртното си послание в своя бележник и последната фраза от деня преди да издъхне гласи: „Ужасно трудно се диша. 12,30 часа.“ От записаното става ясно, че капитанът диша с последни усилия, но продължава да пише, докато загуби съзнание.

## Инцидентът Акахо
През 1701 г. т.нар. инцидент Акахо разбунва духовете в цяла Япония. Съгласно несправедливата присъда на върховното военно-феодално правителство на Токугава, даймьо – военният управител на Акахо, си прави харакири, а домът му е унищожен. Петстотинте негови васали се разпиляват на вси страни, но 10% от тях – 47 души, отмъщават за своя господар, сетне се предават на властите и си правят харакири. Освен че отмъщават и така разчистват сметките на своя господар, те достойно слагат край на живота си, като си правят харакири. Това именно е Бушидо. В постъпката им има протест срещу несправедливата присъда на правителството. Тъй като самурай иде от старояпонската дума сабурау със значение „служа“, самураят е човек, който следва във всичко своя господар. Следователно той му служи, но когато господарят греши, васалът воин трябва да го предпази, да го разубеди да прави погрешна стъпка. Да разубедиш господаря си е преданост, но във всяка страна и при всеки народ е трудно нисшестоящ да разубеждава висшестоящ. Истински преданият самурай най-напред си прави харакири, спира кръвта, като пристяга силно раната с бинт и тогава говори с господаря си, за да го разубеди. Това е разубеждаване от преданост, от най-съкровено чувство.
Думите на васала карат господаря да се гневи, но не след дълго кръвта на самурая руква, лицето му става смъртно бледо, той все по-трудно си поема дъх и накрая издъхва. При вида на това и най-несговорчивият и неотстъпчив господар се трогва, а затрогващата преданост на неговия подчинен го кара да поправи грешката си. В това е духът на самурая.
В името на дълга той винаги може да умре. Готов е, когато и да се наложи, да си даде живота. Затова и не престава да цени всеки ден и всеки час. Тъкмо в това е смисълът на дзенския постулат: „Един момент, една среща.“, тоест да цениш живота си ежедневно, всеки час, всеки миг, а при среща с друг човек да скъпиш всяка минута от нея и да споделяш с другия радостта си от възможността да бъдеш с него. Подобно отношение създава красотата на живота.
Преди сто и четирийсет години в Япония се извършва политическата реформа Мейджи.
Управителят на провинция Айдзу, който е и роднина на Токугава, се сражава за правителството с все сили и докрай, а създаденият от шестнайсет-седемнайсетгодишни младежи малък отряд, наречен Белият тигър, макар и само от цивилни, участва активно в тези битки, претърпява поражение, отстъпва и на един хълм, от който се вижда замъка на владетеля, двайсет души вдигат меч и сами слагат край на живота си. Градът около замъка е подпален, самият замък също изглежда, че гори и като решават, че и господарят, а и всичките му близки са намерили смъртта си в битката, младежите от отряда се самоубиват.
Умират като се пронизват взаимно с мечовете си. Всички тези младежи са възпитаници на школата Нишинкан в провинция Айдзу, изучавали са Бушидо и макар и все още млади, носят у себе си самурайски дух.
Един от тях като по чудо оцелява и така става ясно какво точно се е случило. Опитът на самурая да сложи край на живота си завършва с неуспех и младежът се срамува, че е останал жив. Този му срам го кара никога повече да не стъпи в родната провинция Айдзу. Впоследствие този млад човек става инженер по далекосъобщителна техника и по време на Руско-Японската война сам, под град от куршуми и снаряди прокарва електрически кабели. С думите: \"Веднъж вече умрях и не ми е жал за живота, а да умра за Родината е моя заветна мечта\", той поема най-рискованата работа и печели възхитата на хората. И в това живее духът на самурая.
По отношение на Бушидо духът на самураите, възпитаници на школата в Айдзу превъзхожда този на всички останали даймьо, защото и образованието там е на най-високото ниво в сравнение с останалите. В тази школа се обучават само мъже, но ако мъжът се изгради като достойна личност, това оказва влияние и на жената и така се появяват забележителни жени. В тежките години след капитулацията такива жени стават учителки, работят в Червения кръст, създават училища и школи, отдават се в служба на вярата, работят като лидери във всяка област на живота и възпитават огромен брой по-млади хора.

### Седемте добродетели
1. Gi (на японски: 義): Искреност и правосъдие
2. Yu (на японски: 勇): Кураж
3. Jin (на японски: 仁): Благосклонност
4. Rei (на японски: 礼): Любезност и съдействие
5. Makoto (на японски: 誠) или Shin (на японски: 真): Истина и Истинност
6. Meiyo (на японски: 名誉): Почтеност
7. Chiugi (на японски: 忠義): или Chiu (на японски: 忠): Дълг също и Лоялност

### Петте основни изисквания
Лоялност
Лоялност към владетел и патриотизъм
Лоялност и уважение към родителите
Лоялност към себе си, упорита работа
Учтивост
Любов
Скромност
етикет
Смелост
Твърдост и хладнокръвие
Търпение и постоянство
Съобразителност
Откритост и Честност
Чест
Правосъдие
Простота
Чистота